# G.I. Joe : Le Réveil du Cobra
Série G.I. Joe
G.I. Joe : Conspiration
(2013)
Pour plus de détails, voir Fiche technique et Distribution.
G.I. Joe : Le Réveil du Cobra (G.I. Joe: Rise of Cobra) est un film américain réalisé par Stephen Sommers, sorti en 2009. Il met en scène des personnages inspirés des figurines G.I. Joe de Hasbro, à partir d'un scénario de Stuart Beattie, David Elliot et Paul Lovett, le film présente un casting d'ensemble basé sur les différents personnages de la gamme de jouets. 
Le film débute alors qu'une force paramilitaire dotée d'un armement et d'une technologie hautement évolués attaque une unité d'élite de l'OTAN  qui transporte une arme conçue par M.A.R.S. Industries. Le capitaine Conrad « Duke » Hauser et le caporal Wallace « Ripcord » Weems ne s'en sortent que grâce à l'intervention des G.I. Joe du général Hawk. Ils vont les rejoindre pour combattre Cobra, l'organisation secrète qui a dirigé l'attaque.
Après que des versions préliminaires du scénario aient été critiquées par les fans, Larry Hama, scénariste de la série de bandes dessinées GI Joe: A Real American Hero, a été embauché comme consultant créatif et des réécritures ont été réalisées. Le tournage a eu lieu à Downe, en Californie, et aux studios Barrandov de Prague, et six sociétés se sont occupées des effets visuels.
GI Joe : Le Réveil du Cobra a été projeté pour la première fois à la base aérienne d'Andrews le 31 juillet 2009 et est sorti aux États-Unis le 7 août par Paramount Pictures, à la suite d'une vaste campagne marketing axée sur le public du Midwest américain. Malgré des critiques majoritairement négatives de la part des critiques, le film a rapporté 302,5 millions de dollars dans le monde pour un budget de 175 millions de dollars, ce qui en fait un succès au box-office.
Une suite, intitulée G.I. Joe : Conspiration, est sortie en 2013.

## Synopsis
Le maître des armes James McCullen a créé une arme basée sur la nanotechnologie : des nanorobots capables de dévorer n'importe quel matériau non organique. Sa société MARS vend quatre ogives nucléaires à l'OTAN , et les soldats américains Duke et Ripcord sont chargés de les livrer. En route, leur convoi est pris en embuscade par la baronne , que Duke reconnaît comme étant son ex-fiancée Ana Lewis. Duke, avant d'être secourus par des agents de GI Joe : Scarlett , Snake Eyes , Breaker et Heavy Duty . Ils apportent les ogives nucléaires à The Pit , le centre de commandement de GI Joe en Égypte , et rencontrent le chef de GI Joe, le général Hawk . Hawk prend le commandement des ogives nucléaires et relève Duke et Ripcord, pour être convaincu de les laisser rejoindre son groupe, après que Duke ait révélé qu'il connaissait la baronne.
McCullen utilise la même nanotechnologie pour construire une armée de soldats avec l'aide du Docteur, prévoyant d'utiliser les ogives pour provoquer une panique mondiale et instaurer un nouvel ordre mondial. À l'aide d'un dispositif de localisation, McCullen localise la base de GI Joe et envoie Storm Shadow et la baronne récupérer les ogives, avec l'aide de Zartan .
Storm Shadow et la baronne récupèrent les ogives nucléaires et les apportent au baron DeCobray, le mari de la baronne, pour qu'il les transforme en armes dans son accélérateur de particules ; après qu'il l'ait fait à contrecœur, DeCobray est tué par Storm Shadow. En route vers Paris , les Joes poursuivent la baronne et Storm Shadow, mais ils lancent l'un des missiles. Le missile frappe la tour Eiffel , la détruisant ainsi qu'une partie des environs avant que Duke n'appuie sur l'interrupteur d'arrêt. Il est capturé et emmené à la base de McCullen sous l' Arctique .
Les Joes localisent la base secrète et s'y rendent, tandis que McCullen charge les trois ogives restantes sur des missiles, qui visent Pékin , Moscou et Washington, DC .
Après que Snake Eyes ait détruit un missile, Ripcord détruit les deux autres en utilisant un prototype de jet Night Raven de MARS volé, tandis que Scarlett, Breaker et Snake Eyes s'infiltrent dans la base. Snake Eyes se bat en duel et bat Storm Shadow. Duke apprend que l'employeur de McCullen, le Docteur, est en fait Rex Lewis, le frère d'Ana, qui aurait été tué par une frappe aérienne mal programmée lors d'une mission dirigée par Duke. Rex avait rencontré le Dr Mindbender dans le bunker et avait été émerveillé par la technologie des nanomites, mais avait été pris dans le bombardement, qui l'avait défiguré. Après avoir libéré Duke, la baronne est maîtrisée, car le Docteur révèle qu'il lui a implanté des nanomites, ce qui l'a mise sous son contrôle. Tentant de tuer Duke à l'aide d'un lance-flammes, McCullen finit par être brûlé lorsque Duke tire sur l'arme et la fait exploser, alors Rex et McCullen s'enfuient vers un vaisseau de secours. Duke et la baronne le poursuivent tandis que les Joes reculent après que Rex ait activé la séquence d'autodestruction de la base, qui consiste à « faire exploser la calotte glaciaire » pour créer des blocs de glace qui écrasent alors presque les Joes.
Rex prend l'identité du commandant , après avoir soigné le visage brûlé de McCullen avec des nanomites, transformant sa peau en une substance argentée et le nommant "Destro", ce qui place McCullen sous le contrôle du commandant. Ils sont capturés par GI Joe peu de temps après. Sur le super-porte-avions USS Flagg , la baronne est placée en détention préventive jusqu'à ce qu'ils puissent retirer les nanomites de son corps. Pendant ce temps, Zartan, dont l'apparence physique a été modifiée par des nanomites, s'infiltre à la Maison Blanche pendant la crise des missiles et prend l'identité du président des États-Unis , complétant ainsi une partie du plan de McCullen pour dominer le monde.

## Fiche technique
- Titre original : G.I. Joe: The Rise of Cobra
- Titre français : G.I. Joe : Le Réveil du Cobra
- Titre québécois : G.I. Joe: Le réveil du Cobra
- Réalisation : Stephen Sommers
- Scénario : Stuart Beattie, David Elliot et Paul Lovett, d'après une histoire de Michael B. Gordon, Stuart Beattie, Stephen Sommers et les personnages par Hasbro
- Musique : Alan Silvestri
- Direction artistique : Anne Seibel, Chad S. Frey, Kevin Ishioka, Randy Moore, Brad Ricker et Greg Papalia
- Décors : Ed Verreaux
- Costumes : Ellen Mirojnick
- Photographie :  Mitchell Amundsen
- Son : Scott Millan, David Parker, Chris David, Leslie Shatz
- Montage : Bob Ducsay, Kelly Matsumoto et Jim May
- Production : Lorenzo di Bonaventura, Bob Ducsay et Brian Goldner

Production exécutive (France) : John Bernard
Production déléguée : Gary Barber, Roger Birnbaum, Stephen Sommers, David Womark et Erik Howsam
Production associée : Cliff Lanning et Matthew Stuecken
Coproduction : JoAnn Perritano
Coproduction (Prague) : David Minkowski et Matthew Stillman
- Sociétés de production[2] : Di Bonaventura Pictures et Digital Image Associates,
  - avec la participation de Paramount Pictures et Spyglass Entertainment,
  - en association avec Hasbro
- Sociétés de distribution : Paramount Pictures
- Budget : 175 millions de $[3]
- Pays d'origine :  États-Unis,  Tchéquie
- Langues originales : anglais, français, gaelic
- Format[4] : couleur (DeLuxe) - 35 mm / D-Cinema - 2,39:1 (Cinémascope) - son DTS | Dolby Digital | SDDS
- Genre : action, aventures, science-fiction
- Durée : 118 minutes
- Dates de sortie[5] :
  - France, Belgique, Suisse romande : 5 août 2009
  - États-Unis, Canada : 7 août 2009
  - République tchèque : 13 août 2009
- Classification[6] :
  -  États-Unis : Accord parental recommandé, film déconseillé aux moins de 13 ans (certificat #45055) (PG-13 - Parents Strongly Cautioned)[Note 1].
  -  Tchéquie : Les parents ont la responsabilité de leurs enfants[7].
  -  France : Tous publics (visa d'exploitation no 123738)[8]
  -  Québec : 13 ans et plus (13+ / 13 years and over).
  -  Suisse romande : Interdit aux moins de 14 ans[9].

## Distribution
- Channing Tatum (VF : Donald Reignoux) : Capitaine Conrad « Duke » Hauser
- Jonathan Pryce (VF : Jean-Luc Kayser) : président des États-Unis
- Dennis Quaid (VF : Bernard Lanneau) : général Clayton « Hawk » Abernathy
- Brendan Fraser (VF : Guillaume Orsat) : sergent Stone (non crédité)
- Christopher Eccleston (VF : Antoine Nouel) : James McCullen / Destro
- Joseph Gordon-Levitt (VF : Alexis Tomassian) : Docteur / Rex Lewis / Cobra Commander
- Arnold Vosloo (VF : Bruno Dubernat) : Zartan
- Lee Byung-hun (VF : Raphaël Cohen) : Storm Shadow
- Ray Park : Snake Eyes
- Brandon Soo Hoo (VF : Christophe Pieux) : Storm Shadow, jeune
- Leo Howard (VF : Valentin Maupin) : Snake Eyes, jeune
- Sienna Miller (VF : Ingrid Donnadieu) : Anastasia « la Baronne » DeCobray
- Saïd Taghmaoui (VF : lui-même) : Breaker
- Grégory Fitoussi (VF : lui-même) : Baron DeCobray
- Marlon Wayans (VF : Ludovic Baugin) : caporal Wallace « Ripcord » Weems
- Jacques Frantz (VF : lui-même) : l'Inquisiteur
- Adewale Akinnuoye-Agbaje (VF : Frantz Confiac) : Hershel « Heavy Duty » Dalton
- David Murray (VF : lui-même) : McCullen (en 1641)
- Rachel Nichols (VF : Aurore Bonjour) : Shana « Scarlett » O'Hara
- Kevin J. O'Connor : Dr Mindbender
- Gerald Okamura (VF : Jean-Luc Atlan) : The Hard Master
- Karolína Kurková (VF : Sofia Dourbecker) : Courtney A. Kreiger / Cover girl

Source et légende : Version française (VF) sur Voxofilm

## Autour du film
- 112 voitures ont été détruites. C'est un nouveau record, détrônant Blues Brothers 2000.
- Les scènes d'action de Paris ont été tournées à Prague, les décorateurs ont utilisé près de 70 modèles français de voitures.
- Durant le tournage, il y a eu un accident entre un bus et plusieurs voitures qui a fait 7 blessés.
- On peut entendre la chanson Boom Boom Pow des Black Eyed Peas au générique de fin, dans une version remixée.
- Quatre acteurs de la distribution de La Momie et de sa suite, Le Retour de la Momie, tous deux réalisés par Stephen Sommers, sont présents dans ce film : Arnold Vosloo (Imhotep), Brendan Fraser (Rick O'Connell), Adewale Akinnuoye-Agbaje (Lock-Nah) et Kevin J. O'Connor (Beni Gabor).
- Paris était la première ville attaquée dans la toute première saison de la série animée Gi-joe. Cobra faisait disparaître la Tour Eiffel à l'aide d'un canon désintégrateur.

## Accueil

### Critique
Paramount a décidé de ne pas projeter le film pour les critiques de la presse écrite avant sa sortie et a voulu se concentrer sur les critiques d'Internet. Sur Rotten Tomatoes, le film a un taux d'approbation de 33 % basé sur 171 critiques, avec une note moyenne de 4,60/10. Le consensus des critiques du site Web se lit comme suit: "Alors que les fans de la franchise de jouets Hasbro peuvent se délecter d'un peu de nostalgie, GI Joe: Le Réveil du Cobra est en grande partie un festival d'action caricatural et exagéré propulsé par une écriture idiote, des effets visuels incohérents, et des performances simplement passables." Sur Metacritic, le film a un score moyen pondéré de 32 sur 100, basé sur 25 critiques, indiquant "des critiques généralement défavorables". Le public interrogé par CinemaScore a attribué au film une note moyenne de "B+" sur une échelle de A+ à F.

### Box-office
Au cours du week-end d'ouverture (du 7 au 9 août 2009), GI Joe: The Rise of Cobra a ouvert au n ° 1 du box-office nord-américain avec une estimation de 54,7 millions de dollars. [95] Il a gagné 44 millions de dollars supplémentaires à l'échelle internationale au cours du même week-end. [96] La semaine suivante, le film s'est ouvert dans 14 autres territoires et a continué au sommet du box-office international avec 26 millions de dollars. [104] Cela en a fait le troisième film de Hasbro à atteindre le numéro un au box-office après Transformers and Transformers : Revenge of the Fallen .
Le film a rapporté 150 millions de dollars aux États-Unis et 152,3 millions de dollars à l'international pour un montant brut mondial de 302,5 millions de dollars [3] contre un budget de production de 175 millions de dollars. Il s'agit du 22e film le plus rentable de 2009 et du dixième film le plus rentable de 2009 avec 300 millions de dollars bruts dans le monde derrière Star Trek , Monsters vs. Aliens , X-Men Origins: Wolverine , Terminator Salvation , Fast & Furious , A Christmas Carol , Inglourious Basterds , The Proposal et The Blind Side . [105]
| Pays                     | Box-office                    |
| Box-office Monde         | 302 469 017 $                 |
| Box-office International | 152 267 519 $                 |
| Box-office États-Unis    | 150 201 498 $                 |
| Box-office France        | 915 208 entrées (7 390 359 $) |

- Budget du film : 175 000 000 $

## Distinctions
Entre 2009 et 2010, G.I. Joe : Le Réveil du Cobra a été sélectionné 19 fois dans diverses catégories et a remporté 3 récompenses,.

### Récompenses
- Prix du jeune public 2010 :
  - Prix du jeune public du Meilleur acteur dans un film d’action / aventure décerné à Channing Tatum.
- Prix Razzie 2010 :
  - Prix Razzie du Pire second rôle féminin décerné à Sienna Miller[15],[16].
- Société Américaine des Compositeurs, Auteurs et Éditeurs de Musique 2010 :
  - Prix ASCAP des Meilleurs films au box-office décerné à Alan Silvestri.

### Nominations
- Prix IGN du cinéma d'été (IGN Summer Movie Awards) 2009 :
  - Héros préféré Snake Eyes incarné par Ray Park,
  - Caméo préféré pour Brendan Fraser.
- Prix Schmoes d'or (Golden Schmoes Awards) 2009 :
  - Pire film de l'année,
  - Meilleurs S&C de l'année pour Sienna Miller.
- Éditeurs de sons de films 2010 :
  - Meilleur montage sonore – Dialogues et doublages dans un long métrage pour Per Hallberg, Karen Baker Landers, Tom Bellfort, Chris Jargo, Chris Hogan, Frederick H. Stahly, Michelle Pazer.
- Prix des jeunes artistes 2010 :
  - Meilleur second rôle masculin dans un film (Jeune acteur) pour Brandon Soo Hoo.
- Prix du jeune public 2010 :
  - Meilleur film d'action / aventure,
  - Meilleure actrice dans un film d’action / aventure pour Sienna Miller,
  - Meilleur méchant pour Joseph Gordon-Levitt.
- Prix international de la critique de musique de film (International Film Music Critics Award (IFMCA)) 2010 :
  - Meilleure musique originale pour un film d'action / aventure pour Alan Silvestri.
- Prix Razzie 2010[15],[16] :
  - Pire suite, prequel, remake ou dérivé,
  - Pire film pour Paramount Pictures et Hasbro,
  - Pire réalisateur pour Stephen Sommers,
  - Pire scénario pour Stuart Beattie, David Elliot et Paul Lovett,
  - Pire second rôle masculin pour Marlon Wayans.
- Taurus - Prix mondiaux des cascades 2010 :
  - Meilleur coordinateur de cascade et / ou réalisateur de la 2e équipe pour Pavel Cajzl, R.A. Rondell et Keith Woulard.